# واندرسون كافو
واندرسون كافو هو لاعب كرة قدم برازيلي في مركزي الدفاع، ولد في 18 مارس 1986 في José Bonifácio, São Paulo ‏ في البرازيل. لعب مع نادي أميريكانو ونادي إيكاسا ونادي ساو كايتانو ونادي فيروفياريا ونادي فيغورينسي ونادي ميراسول.

## وصلات خارجية
- واندرسون كافو على موقع قاعدة بيانات كرة القدم.إي يو (الإنجليزية)
- واندرسون كافو على موقع Soccerway.com (الإنجليزية)